# Ли Хэ Ин
Ли Хэ Ин, или Ли Хэин (кор. 이해인; род. 16 апреля 2005) — южнокорейская фигуристка, выступающая в одиночном катании. Серебряный призёр чемпионата мира (2023), чемпионка четырёх континентов (2023), серебряный призёр чемпионата четырёх континентов (2022), серебряный призёр чемпионата Республики Корея (2020, 2024), четырёхкратный бронзовый призёр чемпионата Республики Корея (2019, 2021—2023), серебряный призёр командного чемпионата мира (2023).
В июне 2024 года Ли Хэ Ин была дисквалифицирована Союзом конькобежцев Кореи на 3 года за сексуальные домогательства к несовершеннолетнему фигуристу из юниорской сборной в состоянии алкогольного опьянения. 12 ноября Восточный окружной суд Сеула приостановил отстранение спортсменки.

## Биография
Родилась в Тэджоне 16 апреля 2005 года. Начала кататься на коньках в 2013 году.

#### Сезон 2017—2018
В январе 2018 года заняла 9-е место на чемпионате Республики Корея (среди взрослых).

#### Сезон 2018—2019
В сезоне 2018/2019 дебютировала в юниорской серии Гран-при.
В январе 2019 года выступает на чемпионате Республики Корея (среди взрослых) и на этот раз завоевывает бронзу. (Золото и серебро у Ю Ён и Лим Ын Су.)
В марте (вместе с Ю Ён) представила Республику Корея в Загребе (Хорватия) на чемпионате мира среди юниоров. В короткой программе стала лишь 14-й и оказалась в третьей от конца группе на произвольную программу. В произвольной заняла 7-е место, что подняло её на 8-е место в итоговой таблице. (Ю Ён была 11-й в короткой и 5-й в произвольной, заняв итоговое 6-е место.)

#### Сезон 2019—2020
В сезоне 2019/2020 приняла участие в юниорской серии Гран-при — сначала выступила на этапе юниорского Гран-при в Латвии, где завоевала золотую медаль, затем на хорватском этапе, где также завоевала золотую медаль. Благодаря успешным выступлениям Ли отобралась в финал юниорского Гран-при, где заняла 5-е место.
На юниорском чемпионате мира, без ошибок исполнила короткую программу и заняла промежуточное 2-е место с 70,08 балла. В произвольной программе упала с тройного флипа, остальные элементы исполнила без ошибок и заняла 6-е место по произвольной программе с 123,93 балла. За обе программы получила 194,01 балла и заняла 5-е место.

#### Сезон 2020—2021
В феврале 2021 года завоевала бронзовую медаль на чемпионате Республики Корея. В марте выступила на чемпионате мира, после короткой программы расположилась на промежуточном 8 месте с 68,94 балла, в произвольной программе расположилась на 11-м месте с 124,50 балла, в итоге заняла 10-е место с 193,44 балла.

#### Сезон 2021—2022
В октябре выступила на этапе Гран-при Skate Canada, где заняла 7-е место. На пятом этапе Гран-при Internationaux de France, заняла 10-е место. На чемпионате Республики Корея завоевала бронзовую медаль. В январе выступила на чемпионате четырех континентов, чисто исполнила обе программы и завоевала серебряную медаль. В марте приняла участие в чемпионате мира, где заменила Ким Йерим из-за её положительного теста на коронавирус и заняла 7-е место.

#### Сезон 2022—2023
В октябре приняла участие в четвёртом этапе серии «Челленджер» Мемориал Ондрея Непелы, где завоевала бронзовую медаль. На пятом этапе «Челленджер» Finlandia Trophy, заняла 4-е место. На обоих этапах Гран-при Skate America и Grand Prix de France заняла четвёртые места. На чемпионате Республики Корея завоевала бронзовую медаль.
В январе выступила на чемпионате четырёх континентов. В короткой программы ошиблась при исполнении тройного тулупа и тройного флипа и расположилась на промежуточном 6-м месте с 72,84 балла. Произвольную программу исполнила без ошибок и расположилась на 1-м месте с 141,71 балла. За обе программа набрала 210,84 балла и выиграла чемпионат. В марте выступила на чемпионате мира, чисто исполнила обе программы и завоевала серебряную медаль. В апреле приняла участие в командном чемпионате мира, в короткой программе заняла 1-е место с 76,90 балла, в произвольной программе также заняла 1-е место с 148,57 балла. Сборная Республики Корея стала серебряным призёром.

## Дисквалификация
В июне 2024 года в СМИ появилась информация о том, что Союз конькобежцев Кореи отстранил двух фигуристок национальной сборной. Как сообщает источник, во время майского сбора в Италии, «фигуристка А» в состоянии алкогольного опьянения заставила «фигуриста C» прийти в женское общежитие, где впоследствии сексуально домогалась до него. В это время «фигуристка B», находясь в той же комнате, фотографировала происходящее. По итогам расследования были приняты следующие решения: дисквалифицировать «фигуристку А» на 3 года, «фигуристку B» — на 1 год, «фигуристу C» объявить выговор за посещение женского общежития, а одного из тренеров сборной отстранить на 3 месяца за халатность.
Изначально Союз конькобежцев Кореи не раскрывал личности участников происшествия, однако позднее Ли Хэ Ин дала телевизионное интервью, в котором опровергла обвинения в сексуальных домогательствах. Кроме того, в своём Instagram фигуристка отметила, что ранее состояла в отношениях с «фигуристом C» и снова сошлась с ним во время сбора в Италии, поэтому своими действиями она лишь «выражала симпатию» к нему.
Позднее адвокат спортсменки также заявил, что федерация «неправильно поняла факты», поскольку не была осведомлена о том, что молодые люди состояли в отношениях. Адвокат добавил, что была подана заявка в комиссию по этике на повторное рассмотрение, для полного объяснения деталей произошедшего. Наряду с этим, с заявлением выступил и адвокат «фигуриста C» — по его словам, из-за действий спортсменки «фигурист C» испытал «сильное психологическое потрясение», в связи с чем был вынужден обратиться к психологу, поскольку ему было трудно тренироваться из-за случившегося.
30 августа 2024 года комиссия по этике Олимпийского комитета Кореи отклонила апелляцию фигуристки. Позднее Ли Хэ Ин подала ходатайство в суд, где 12 ноября было вынесено решение о приостановлении трёхлетнего отстранения спортсменки.

## Программы
| Сезон     | Короткая программа | Произвольная программа | Показательные номера |
| --------- | --- | --- | --- |
| 2023—2024 | - «Why Don’t You Do Right?» Канзас Джо Маккой в исполнении Эми Ирвинг - «Bei Mir Bist Du Schoen» Дженис Сигел хореография: Лори Никол, Каролина Костнер - «Seirenes» («Sirens») - «Haktan Gelen Serbeti» («The Drink from God») Кристофер Тин хореография: Лори Никол, Каролина Костнер | - «Нотр-Дам де Пари»: - «Les sans-papiers» - «Vivre» - «Danse mon Esmeralda» Риккардо Коччанте, Элен Сегара хореография: Ше-Линн Бурн | - «Gravity» Сара Бареллис хореография: Джои Рассел - «Pink Venom» Blackpink хореография: Миша Ге |
| 2022—2023 | - «Storm» Эрик Рэдфорд хореография: Том Диксон | - «Призрак Оперы» Эндрю Ллойд Уэббер хореография: Ше-Линн Бурн                                                                        | - «After Like» Ive - «Ave Maria» Франц Шуберт в исполнении Хелены Фишер хореография: Син Йеджи - «Rollin'» Brave Girls                                                                                            |
| 2021—2022 | - «Ave Maria» Франц Шуберт в исполнении Хелены Фишер хореография: Син Йеджи | - «Homage to Korea» Джи Пён Квон хореография: Син Йеджи                                                                               | - «Rollin'» Brave Girls |
| 2020—2021 | - «Ave Maria» Франц Шуберт в исполнении Хелены Фишер хореография: Син Йеджи | - «Чёрный лебедь» (саундтрек) Клинт Мэнселл хореография: Син Йеджи                                                                    | |
| 2019—2020 | - «Ноктюрн» Фридерик Шопен хореография: Скотт Браун | - «Firedance» (из шоу «Riverdance») хореография: Син Йеджи                                                                            | - «I Wanna Dance with Somebody» (из фильма «Ну разве не романтично?») в исполнении Приянка Чопра - «Never Enough» (из фильма «Величайший шоумен») в исполнении Лорен Оллред хореография: Скотт Браун, Алекса Чанг |
| 2018—2019 | - «Never Enough» (из фильма «Величайший шоумен») Лорен Оллред хореография: Скотт Браун, Алекс Чанг | - «Вестсайдская история» Леонард Бернстайн хореография: Скотт Браун, Алекс Чанг                                                       | |

## Результаты
| Соревнования                       | 17/18         | 18/19         | 19/20         | 20/21         | 21/22         | 22/23         | 23/24         | 24/25         |
| Международные                      | Международные | Международные | Международные | Международные | Международные | Международные | Международные | Международные |
| ---------------------------------- | ------------- | ------------- | ------------- | ------------- | ------------- | ------------- | ------------- | ------------- |
| Чемпионаты мира                    |               |               |               | 10            | 7             | 2             | 6             | 9             |
| Чемпионаты четырёх континентов     |               |               |               |               | 2             | 1             | 11            | 8             |
| Этапы Гран-при. NHK Trophy         |               |               |               |               |               |               | 4             |               |
| Этапы Гран-при. Skate America      |               |               |               |               |               | 4             |               |               |
| Этапы Гран-при. Skate Canada       |               |               |               |               | 7             |               |               |               |
| Этапы Гран-при. Франция            |               |               |               |               | 10            | 4             | 4             |               |
| Finlandia Trophy                   |               |               |               |               |               | 4             |               |               |
| Мемориал Ондрея Непелы             |               |               |               |               |               | 3             | 2             |               |
| Egna Trophy                        |               |               |               |               | 2             |               |               |               |
| Triglav Trophy                     |               |               |               |               | 1             |               |               |               |
| Shanghai Trophy                    |               |               |               |               |               |               | 2             |               |
| Командные                          |               |               |               |               |               |               |               |               |
| Командный чемпионат мира           |               |               |               |               |               | 2             |               |               |
| Национальные                       |               |               |               |               |               |               |               |               |
| Чемпионаты Республики Корея        | 9             | 3             | 2             | 3             | 3             | 3             | 2             | 6             |
| Международные среди юниоров        |               |               |               |               |               |               |               |               |
| Чемпионаты мира                    |               | 8             | 5             |               |               |               |               |               |
| Финалы Гран-при                    |               |               | 5             |               |               |               |               |               |
| Этапы юниорских Гран-при. Хорватия |               |               | 1             |               |               |               |               |               |
| Этапы юниорских Гран-при. Латвия   |               |               | 1             |               |               |               |               |               |
| Этапы юниорских Гран-при. Словения |               | 3             |               |               |               |               |               |               |
| Этапы юниорских Гран-при. Австрия  |               | 4             |               |               |               |               |               |               |
| Asian Trophy                       |               | 1             |               |               |               |               |               |               |
| Дети Азии                          |               | 5             |               |               |               |               |               |               |